# Tengger Cavalry
A Tengger Cavalry nevű folk-metal együttes 2010-ben alakult meg. Az eredetileg kínai zenekar később áttette székhelyét New Yorkba. Zenéjükben a közép-ázsiai, mongol dallamokat ötvözték a metal műfajjal. 2018-ban az együttes feloszlott, azonban Nature G ugyanebben az évben bejelentette, hogy újraalakul a zenekar. Lemezeiket több kiadó is megjelentette, az utóbbi években a Napalm Records dobta piacra a zenekar albumait.
„Tengger” a mongol sámánizmusban az ég istene, a „cavalry” szó pedig lovasságot jelent. Nature G 2019-ben elhunyt. 

## Tagok
- Nature G – gitár, ének (2010–2018)
- Patrick Reilly – gitár (2010)
- Alex Abayev – basszusgitár (2015–2018)
- Zaki Ali – dobok (2017–2018)
- Borjigin Chineeleg – ének (2017–2018)
- Ujimuren De – morin khuur (2016–2018)
- Phillip Newton – vokál (2017–2018)

Korábbi tagok:
- Yuri Liak – dobok (2015)
- Josh Schifris – dobok (2016–2017)
- Robert McLaughlin – igil, shanz, vokál (2015)

## Diszkográfia
- Blood Sacrifice Shaman (2010)
- Sunesu Cavalry (2012)
- Cavalry in Thousands (2016)
- Ancient Call (2016)
- Die on My Ride (2017)
- Cian Bi (2018)
- Northern Memory (2019)[4][5]